# Brygada Kawalerii „Plis”
Brygada Kawalerii „Plis” – jedna z improwizowanych brygad kawalerii w strukturze organizacyjnej Wojska Polskiego okresu II Rzeczypospolitej. Wchodziła w skład Dywizji Kawalerii „Zaza”.

## Formowanie i walki
20 września, na postoju w Białowieży, gen. Podhorski dokonał reorganizacji Suwalskiej Brygady Kawalerii i części Podlaskiej BK, tworząc Dywizję Kawalerii „Zaza“. Brygada „Plis” weszła w skład dywizji. Dowódcą tej improwizowanej w 1939 brygady był płk Kazimierz Plisowski.
27 września 1939 BK „Plis” przeprowadziła wypad na miejscowość Jawidz i ze znacznymi własnymi stratami zlikwidowała niemieckie przyczółki. Akcja ta otworzyła Dywizji Kawalerii "Zaza" wolną drogę do granicy polsko-węgierskiej.

## Skład i obsada personalna
Stan na dzień 20 września:
- 2 pułk Ułanów Grochowskich – dowódca mjr Antoni Platonoff
- 10 pułk Ułanów Litewskich – dowódca ppłk Kazimierz Karol Busler
- dywizjon kawalerii 5 pułku Ułanów Zasławskich – dowódca mjr Bronisław Korpalski, a od 3 października mjr Bronisław Kulik
- 1 szwadron pionierów
- 14 dywizjon artylerii konnej – dowódca ppłk dypl. Tadeusz Żyborski